# Die Weibervolksversammlung
Die Weibervolksversammlung oder Frauen in der Volksversammlung (griechisch Ἐκκλησιάζουσαι Ekklēsiázousai) ist eine klassische griechische Komödie, die der Dichter Aristophanes um 392 v. Chr. schrieb. In ihr stellte er Frauen als eine latente revolutionäre Kraft dar, ein Thema, das er bereits in seiner früheren Komödie Lysistrata behandelte.
Der Name der Protagonistin Praxagora leitet sich von praxis und agora ab und kann als die in der Versammlung Handelnde, also Parlamentarierin, übersetzt werden.

## Handlung
Das Stück handelt von einer Gruppe von Frauen, angeführt von Praxagora, welche beschließen, die Herrschaft über Athen zu übernehmen. Grund hierfür ist ihre Überzeugung, dass sie besser regieren können als die Männer, da die Politik von ständigen Kriegen, Habsucht und der Rüstungspolitik geprägt ist. Die Frauen verkleiden sich mit Bärten und Männerkleidung und gelangen so in die nur den Männern vorbehaltene Volksversammlung. Dort beschließt Praxagora, dass nur sie in der Lage ist, sich an die Versammlung zu wenden und eine Rede zu halten, in der sie die korrupten Stadtoberhäupter wegen ihrer Kriegshandlungen und ihrer persönlichen Bereicherung mit öffentlichen Geldern als egoistisch und unpatriotisch zurückweist. Sie schlägt vor, dass die Männer den Frauen die Kontrolle über die Regierung überlassen, denn „auch in den Häusern haben wir sie als Verwalter und Schatzmeister“. Sie erklärt, dass Frauen den Männern überlegen sind, weil sie härter arbeiten, sich der Tradition verpflichtet fühlen und sich nicht mit nutzlosen Innovationen aufhalten. Als Mütter werden sie die Soldaten besser beschützen und ihnen zusätzliche Rationen geben; als geschickte Verhandlungsführerinnen werden sie mehr Geld für die Stadt sichern. Als es zu einer demokratischen Abstimmung kommt, sind einige Männer von der Idee überzeugt und stimmen für diese Maßnahme. Als erste Handlung beschließen die Frauen, dass alle Besitztümer und Gelder zusammengelegt werden, gleiche Löhne für alle sowie einen einheitlichen Lebensstandard zu schaffen. Da alle Grundbedürfnisse durch den gemeinsamen Fond gedeckt werden, braucht man kein Privatvermögen mehr. In der nächsten Szene wird deutlich, dass die Männer mehr als überrascht und empört über ihre unerwartete Entmachtung sind. Als der Nachbar von Blepyrus seine Haushaltsgegenstände vor sein Haus stellt, um sie in die Gemeinschaftskasse zu geben, tritt der Egoist heran und nennt den Nachbarn töricht. Er möchte erst einmal abwarten, ob alle anderen ebenfalls ihr Eigentum aufgeben, bevor er es selbst tut. Nicht nur das Vermögen wird neu geregelt, sondern auch (sexuelle) Beziehungen: Frauen können mit jedem schlafen und Kinder bekommen, mit dem sie wollen. Da dies jedoch die körperlich Schönen begünstigen könnte, wird auch beschlossen, dass jeder Mann, bevor er sich auf eine schöne Frau einlässt, zuerst mit einer hässlichen, älteren Frau das Bett teilen muss. Diese Überlegungen führen jedoch zu einer absurden und paradoxen Situation, denn am Ende des Stücks findet sich ein verwirrter und verängstigter junger Mann zwischen drei alten Frauen wieder, die um seine Gunst kämpfen. Das Stück endet schließlich mit einem großen Festmahl, an dem alle Bürger der Stadt teilnehmen.

## Aufführung
Im Theater der griechischen Antike durften zur damaligen Zeit nur Männer als Darsteller und Chorsänger oder -tänzer auftreten. Es gab in jedem Stück nur 3 Darsteller, den Protagonisten, den Deuteragonisten und den Tritagonisten. Der Protagonist spielte immer die in der jeweiligen Szene wichtigste Rolle mit dem meisten Text. Allein schon dadurch, aber auch wegen der besseren Akustik trugen alle Darsteller Masken.
Der Chor bestand aus 12 oder 15 Personen, die meist keine Schauspieler waren und projektmäßig teilnahmen.
Die vorderen Plätze, nahe der Bühne, standen den männlichen Zuschauern zu, während auf den hinteren Plätzen Frauen, Kinder, Nichtbürger und Sklaven ihren Platz fanden.

## Historischer Kontext
Zu Beginn des 4. Jahrhunderts v. Chr. erholte sich Athen von den Folgen des Peloponnesischen Kriegs und befand sich mitten in ständigen Kämpfen mit Sparta. Athen und seine Verbündeten hatten über zwei Jahre lang gekämpft, um sich von den Spartanern zu befreien, mit vielen Erfolgen und Misserfolgen auf dem Weg. Während Athen dank der Bündnisse mit Persien und dem König von Zypern, Eugoras, seine Seemacht in der Ägäis zurückgewinnen konnte, verarmte das Volk von Athen. Aus diesem Grund bevorzugten die Armen den Krieg, da er ihnen eine künftige berufliche Beschäftigung sicherte, während die Reichen den Frieden bevorzugten, da der Krieg von ihnen größere Beiträge verlangte. Die Fortsetzung des Korinthischen Krieges führte unweigerlich zu vermehrten Beschlagnahmungen und Zwangsabgaben von wohlhabenden Athenern. Diese Atmosphäre führte zu einer materiellen und moralischen Unruhe, die in der Komödie von Aristophanes zum Ausdruck kommt.
Besonders liegt hier der Fokus auf die attische Demokratie, die ihren Höhepunkt im 5. Jahrhundert erlangte. Die Volksversammlung war unter anderem für die Entscheidung über Krieg und Frieden sowie die Wahlen zuständig. Ausgeübt wurde die Versammlung auf der Pnyx, einem Hügel in Athen.

## Interpretation
Der Text kann als Komödie angesehen werden. Er macht sich lustig über die von den Frauen geschaffenen, eine dem neuzeitlichen Kommunismus ähnlichen, Gesellschaft. Er macht sich lustig, um die damals aktuellen politischen Formen zu bestärken und die revoltierende athenische Frauenelite von weiteren politischen Exkursen abzuhalten.
Er kann auch als Kritik an einer von Frauen dominierten Gesellschaft angesehen werden, da extrem männerfeindliche Gesetze eingeführt werden. So zum Beispiel, der Entzug der Kinder dem Vater und Erziehung in der weiblich geprägten Umgebung.
Der Autor beschreibt die Politik der Frauen, so wird die oben erwähnte „freie Liebe“ umgesetzt, in dem ein Mann mit jeder Frau in Athen schlafen kann, zuvor jedoch mit jeder Frau schlafen muss, die hässlicher ist als seine Angebetete. Dies wird in einer Szene beschrieben, als ein junger Mann namens Epigenes sein Weib abholen will, dabei jedoch von drei alten Frauen ins Haus gezogen wird, die das neue Gesetz zitieren und Beischlaf verlangen, bevor er sein eigenes Weib beschlafen darf.
Auch wird jegliche Prostitution verboten. Festgemacht daran, dass arbeitslos bleibende Sklavinnen nicht mit freien Männern schlafen dürfen.
Sämtlicher Besitz wird von den Frauen an den Staat übertragen und jeglicher Privatbesitz als illegal eingestuft.
So wird in der letzten Szene berichtet, wie die Frauen ihre Boten aussenden, um einem unwilligen Mann sein Hab und Gut abzunehmen. Sie kommen zu ihm und erzählen ihm von einem großen Fest anlässlich der Machtübernahme durch die Frauen. Er dürfe jedoch nicht kommen, sofern er nicht all seinen persönlichen Besitz aufgebe. Der alte Mann schmeißt die Boten aus seinem Haus und schreit ihnen nach, dass er als freier Mann all seinen Besitz behalten werde, trotzdem am Fest teilnehmen und sich den Bauch vollschlagen werde.

## Kontroversen
Joseph McCarthy verdächtigte das Stück der kommunistischen Subversion. Als es 1952 bei der Internationalen Theaterwoche der Studentenbühnen in Erlangen in französischer Übersetzung aufgeführt wurde, verweigerten US-amerikanische Darsteller ihre Teilnahme.

## Längstes Wort der Literatur
Aristophanes’ Komödie enthält das längste Wort der Literatur. Es handelt sich dabei um den Namen einer fiktiven Speise:

«λοπαδοτεμαχοσελαχογαλεοκρανιολειψανοδριμυποτριμματοσιλφιοκαραβομελιτοκατακεχυμενοκιχλεπικοσσυφοφαττοπεριστεραλεκτρυονοπτοκεφαλλιοκιγκλοπελειολαγῳοσιραιοβαφητραγανοπτερύγων»

„Lopadotemachoselachogaleokranioleipsanodrimhypotrimmatosilphiokarabomelitokatakechymenokichlepikossyphophattoperisteralektryonoptokephalliokinklopeleiolagoosiraiobaphetraganopterygon“

„Austernschneckenlachsmuränen-Essighonigrahmgekröse-Butterdrosselnhasenbraten-Hahnenkammfasanenkälber-Hirnfeldtaubensiruphering-Lerchentrüffeln-gefüllte Pasteten“

## Übersetzung und Bearbeitung
- Ludwig Seeger: Die Weibervolksversammlung. In: Aristophanes. Band 3. Frankfurt am Main 1848 (Google-Buchsuche).
- Ilka Boll: Das Frauenfreudenfest. Nach Aristophanes. Manuskriptdruck. Stefani Hunzinger Bühnenverlag, Bad Homburg 1981.
- Frauen in der Volksversammlung. Übersetzt von Niklas Holzberg. Reclam, Stuttgart 2004, ISBN 978-3-15-018305-2.
- Hans-Joachim Ewiger (Hrsg.): Aristophanes: Antike Komödien. München 1982, Band 1, ISBN 3-538-06568-3, S. 525–573.
- Sören Hornung: Frauen im Parlament – nach Aristophanes. erschienen im Henschel Theaterverlag 2022.